# Max Fillusch

Max Fillusch

Max Fillusch (* 9. Dezember 1896 in Warmunthau, Landkreis Cosel, Oberschlesien; † 3. Februar 1965 in Hannover) war ein deutscher Politiker (NSDAP).

## Leben und Wirken
Nach dem Besuch der Volksschule und des Gymnasiums in Hirschberg nahm Fillusch ab 1914 am Ersten Weltkrieg teil. Nach der Ausbildung beim Jägerbataillon 5 ging er am 21. Oktober 1914 mit dem Reservejägerbataillon 5 an die Front. Nach zweimaliger Verwundung wurde Fillusch im August 1918 als Kriegsbeschädigter entlassen. Nach seiner Rückkehr in die Heimat holte er in Breslau das Abitur nach und studierte dort bis 1920. In den Jahren 1921 bis 1923 beteiligte er sich an den Auseinandersetzungen über die Volksabstimmung in Oberschlesien 1921, als über die Staatszugehörigkeit der schlesischen Provinzen zum Deutschen Reich oder zu Polen entschieden wurde. Zur selben Zeit war Fillusch als Werkstudent bei den Borsig-Werken. In den folgenden Jahren leitete er ein Geschäftsunternehmen des Herrn von Heydebreck. 1928 heiratete er. Im selben Jahr machte er sich als Kaufmann selbständig.
Dem Reichstagshandbuch zufolge war Fillusch seit 1923 im „völkischen Lager“ tätig. Zum 9. Oktober 1925 trat er in die NSDAP ein (Mitgliedsnummer 20.531), in der nacheinander verschiedene Funktionärsposten übernahm: Bis 1933 amtierte Fillusch als Ortsgruppenleiter, Bezirksleiter, Geschäftsführer und Kreisleiter der NSDAP. Außerdem trat er seit 1930 als Reichsredner seiner Partei auf. Bereits seit 1924 saß Fillusch in der Gemeindevertretung von Biskupitz. Danach gehörte er von 1927 bis 1933 der Stadtverordnetenversammlung von Hindenburg an. Öffentliches Aufsehen erregte Fillusch, als 1930 ein Strafverfahren gegen ihn eingeleitet wurde, nachdem er den amtierenden Reichskanzler Heinrich Brüning in einer öffentlichen Versammlung beleidigt hatte.
Bei der Reichstagswahl vom September 1930 wurde Fillusch als Kandidat der NSDAP für den Wahlkreis 9 (Oppeln) in den Reichstag gewählt. Sein Mandat wurde bei den folgenden sechs Reichstagswahlen – im Juli 1932, November 1932, März 1933, November 1933, März 1936 und Mai 1938 – bestätigt. Im parlamentarisch bedeutungslosen Reichstag in der Zeit des Nationalsozialismus stimmte er unter anderem für das Ermächtigungsgesetz vom 24. März 1933.
Nach der nationalsozialistischen Machtergreifung im Frühjahr 1933 wurde Fillusch am 31. März 1933 zum kommissarischen Bürgermeister der schlesischen Stadt Hindenburg (heute Zabrze) ernannt. Nachdem er im September 1933 in dieser Funktion bestätigt wurde, amtierte er bis ins Frühjahr 1945 als Bürgermeister von Hindenburg. In diesem Amt erregte Fillusch, der Zeitzeugen zufolge ein „fanatischer Antisemit“ war, durch sein ungewöhnlich frühes harsches Vorgehen gegen die Juden in seiner Gemeinde Aufsehen: So veranlasste er bereits 1933 – früher als anderswo im Reich – die Nichtberücksichtigung jüdischer Firmen bei der Vergabe öffentlicher Aufträge. Ferner ließ er Juden von öffentlichen Ämtern, Ehrenämtern und Ehrungen ausschließen und jüdischen Händlern die Genehmigung zum Aufstellen von Ständen verwehren.

## Schriften
- Zur Raumgestaltung Oberschlesiens, 1938.